# Goździki

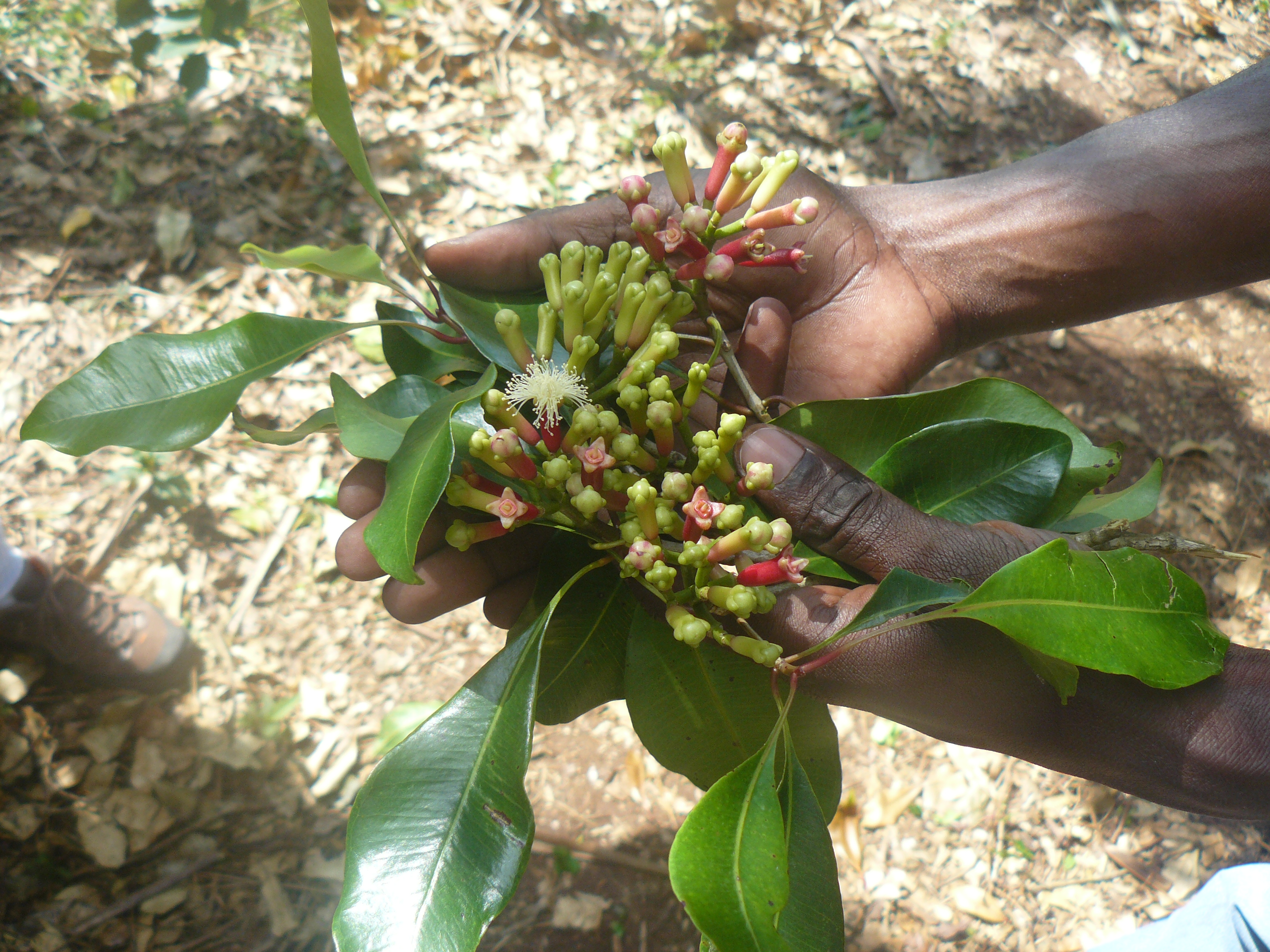
Kwiatostan czepetki pachnącej – część kwiatów w pąkach, część rozkwitająca

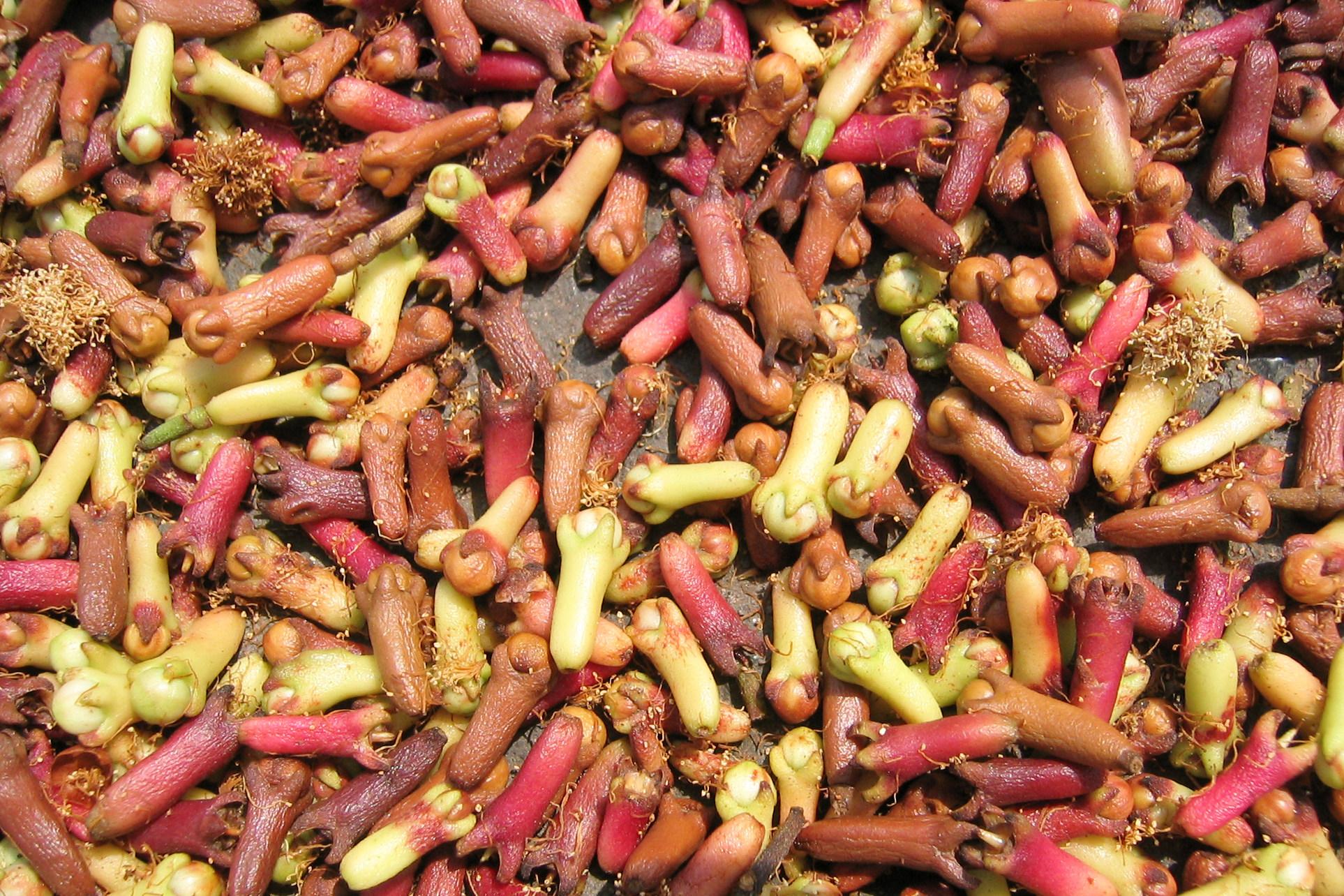
Suszone pąki kwiatowe

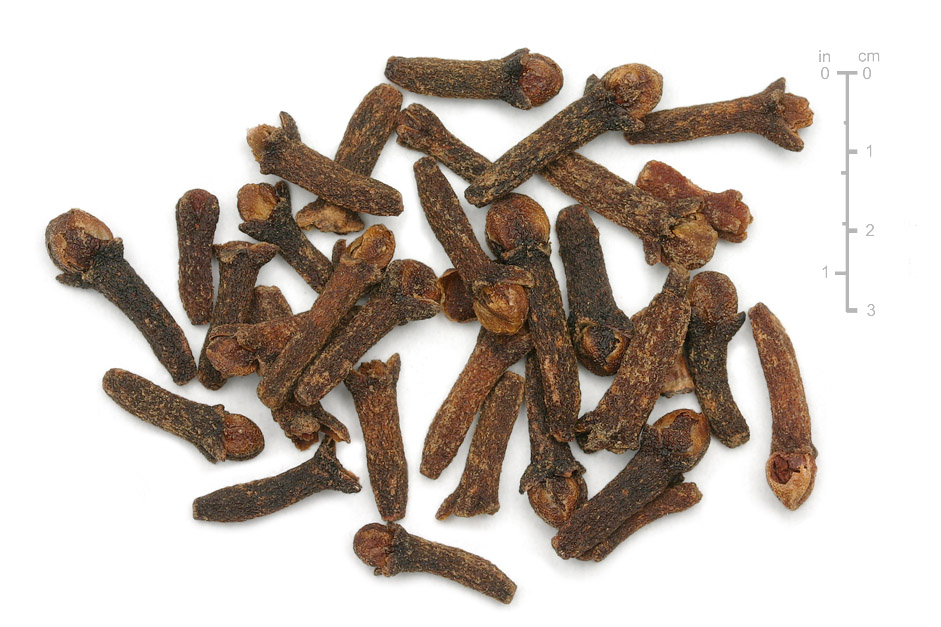
Goździki – wysuszone pąki kwiatowe

Goździki – wysuszone, zamknięte (nierozkwitłe) pąki kwiatowe czapetki pachnącej. Wykorzystywane są jako przyprawa w przemyśle spożywczym i cukierniczym, poza tym stosowane są do aromatyzowania tytoniu, w przemyśle farmaceutycznym, w preparatyce mikroskopowej. Zawierają do 20% olejku goździkowego i obok młodych pędów oraz owoców czepetki stanowią surowiec do jego destylacji. W ofercie handlowej znajdują się w postaci całej lub zmielone, jako proszek goździkowy. Cechują się silnym i charakterystycznym aromatem, którego główną przyczyną jest eugenol.
Mianem „goździków nasiennych” określane bywają owoce czapetki pachnącej (poza tym zwane są też „owocami goździkowca” i goździkami macicznymi). Są one także wykorzystywane jako przyprawa, ale mają mniejszą wartość, różnią się budową i składem chemicznym.

## Pochodzenie i produkcja
Goździki są wysuszonymi pąkami kwiatowymi czepetki pachnącej Syzygium aromaticum, zwanej także goździkiem korzennym, goździkowym drzewem, jambłusznikiem goździkowym, goździkowcem korzennym. Jest to drzewo pochodzące z Moluków, w szczególności jako miejsce obfitego występowania wskazywane są wyspy Makian i Bacan na zachód od Halmahery oraz zachodnie krańce Nowej Gwinei. Dzikie populacje tego gatunku występują także na wyspach Ternate, Tidore i Moti.
O bardzo długiej historii wykorzystania i rozpowszechniania goździków świadczy znalezienie ich w ruinach miasta Terqa (Syria) w domostwie spalonym w 1720 r. p.n.e. W niektórych źródłach pojawiają się informacje o stosowaniu goździków w Chinach w III lub II wieku p.n.e., jednak dowody na to pochodzą z zapisków literaturowych. Za pewne uznawane jest docieranie tej przyprawy do Chin po X wieku. Goździki znane były w Starożytnym Rzymie rozprzestrzeniane w basenie Morza Śródziemnego przez Fenicjan. Do Europy Środkowej docierały od Średniowiecza (na południu handel goździkami był już rozwinięty w IV w. n.e.). W 1512 miejsce ich pochodzenia zostało odkryte przez Portugalczyka Antonio de Abreu. Na ok. wiek monopol na handel goździkami trafiającymi z Moluków do Europy przejęli Portugalczycy, a po nich Holendrzy. O archipelag wysp korzennych trwały krwawe walki, w czasie których wiele plantacji było niszczonych. W końcu XVIII wieku Francuzi przełamali monopol wykradając kilka drzewek czepetki z wyspy Ambon i zakładając uprawy na Seszelach. Czepetka pachnąca została rozprzestrzeniona poza Molukami – trafiła na Zanzibar, Pembę, Madagaskar, Reunion, Mauritius, na Filipiny, do Gujany, na Półwysep Malajski i Antyle.
Surowiec do produkcji goździków pozyskiwany jest z plantacji zakładanych na okres 50–100 lat. Drzewa sadzone są także wśród upraw polowych i w ramach agroleśnictwa. Rozmnażane są z nasion. Zaczynają kwitnąć i owocować osiągnąwszy wiek 8–10 lat, jednak intensywnie kwitną i owocują po około 20 latach wzrostu. Z jednego drzewa pozyskuje się corocznie ok. 3–4 kg goździków, aczkolwiek najsilniej kwitnące okazy (w wieku ok. 30 lat) dostarczać mogą ok. 10 kg pąków. Pąki zrywane są wówczas, gdy zaczynają czerwienieć. Surowiec po zbiorze jest oczyszczany od szypuł i fragmentów pędów ręcznie lub za pomocą młocarni, po czym niezwłocznie jest suszony – na słońcu lub w suszarniach.
Na przełomie XX i XXI wieku najważniejszymi ośrodkami produkcji i eksportu goździków były Madagaskar i Zanzibar, skąd na rynek światowy trafiało odpowiednio 15 tys. i 6 tys. ton goździków. W Indonezji produkcja sięgała 90 tys. ton, ale większość ich wykorzystywana jest na miejscu do wyrobu papierosów kretek. Eksport z tego kraju sięgał 9 tys. ton. Mniejsze ilości goździków eksportują: Sri Lanka, Indie, Malezja.

## Budowa i skład chemiczny
Goździki są pąkami kwiatowymi zebranymi tuż przed rozwinięciem i wysuszonymi. Mają długość od 12 do 17,5 mm i 3–5 mm grubości. Po wysuszeniu mają barwę od jasno- do ciemnobrunatnej. W dolnej części składają się z okrągławej do słabo czterokanciastej zalążni dolnej. Zwieńczona jest ona na szczycie czterema grubymi, trójkątnymi i odstającymi działkami kielicha. Między nimi znajdują się stulone w kulę płatki korony, otulające wewnątrz liczne, zagięte pręciki i usytuowaną w pozycji centralnej prostą szyjkę słupka, u której nasady znajduje się pierścieniowaty miodnik.
Charakterystyczny, piekący smak i aromat nadaje goździkom olejek goździkowy znajdujący się w pąkach w ilości od 14 do 20%. Jego głównym składnikiem jest eugenol (70–85%), poza tym obficie występuje octan eugenolu (10–15%) i kariofilen (do 7%). W mniejszych ilościach goździki zawierają m.in.: tłuszcze, taniny, śluzy, woski, żywice, flawonoidy i kwasy fenolowe.

## Zróżnicowanie
Goździki dzieli się ze względu na pochodzenie na moluckie (zwane też goździkami Amboina), zanzibarskie (też pod nazwą Pemba), singapurskie (też jako Penang), antylskie i gujańskie. Za najbardziej wartościowe uznawane są te pierwsze. Wyróżniają się one jasnobrunatną barwą, dużymi wymiarami i dużą zawartością olejku.

## Zastosowanie

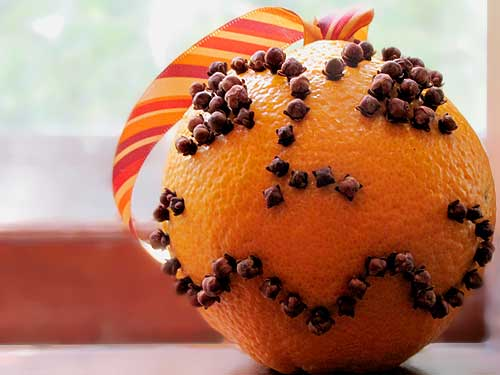
Pomarańcza z goździkami

Największe ilości goździków w skali globalnej wykorzystywane są do aromatyzowania papierosów kretek w Indonezji. W kraju tym 90% produkcji goździków stosowanych jest do ich wytwarzania.

### Przyprawa
Goździki są używane jako aromatyczna przyprawa w postaci całej lub zmielone. Całe goździki mogą być przechowywane przez dwa lata, natomiast po zmieleniu szybko tracą aromat. Stosowane są do wyrobów cukierniczych, do pierników, przetworów mięsnych, do marynat, win i likierów. Poza wpływaniem na smak potraw działają one pobudzająco na apetyt i przyśpieszają trawienie. Ze względu na właściwości antyseptyczne ograniczają rozwój bakterii gnilnych w pożywieniu.
Całe goździki stosowane są z reguły w niewielkiej ilości, zwykle po kilka sztuk na potrawę lub w proporcji jeden goździk na cztery jej porcje.
Całe goździki są wtykane w pieczoną szynkę, inne pieczenie wieprzowe i dziczyznę, do pieczonych jabłek, dodawane są do warzyw kiszonych, czerwonej kapusty głowiastej, peklowanej wołowiny, do sosów, do ryb (karpia i węgorza). Do rosołu i marynat dodaje się cebulę z wetkniętymi w nią goździkami. Dodawane są one także w całości do aromatyzowania grzanego wina, ponczu i kruszonu. Lokalnie (np. w Indiach) dodawane są też do betelu.
Goździki mielone wchodzą w skład mieszanek korzennych stosowanych przy wypieku pierników. Stosowane są w połączeniu z cynamonem, kardamonem, imbirem, pieprzem, liściem laurowym, cebulą i czosnkiem. Mielone goździki dodawane są m.in. do wędlin, sosów mięsnych, chili, musztard, do curry. Nie zaleca się łączenia goździków w potrawach z wonnymi, świeżymi ziołami.

### Wykorzystanie w lecznictwie
Goździki używane są od dawna w tradycyjnej medycynie indyjskiej Ajurweda, medycynie chińskiej i w medycynie zachodniej – ujęte są w Farmakopei i mają pozytywną monografię Komisji Europejskiej. Tradycyjnie pogryzano goździki dla zapobiegania infekcjom układu pokarmowego, przyjmowane były jako środek wiatropędny, przeciwwymiotny, a zewnętrznie stosowano je w przypadku chorób reumatycznych i mięśniobólu. Wchodziły m.in. w skład teriaku.
W medycynie goździki jako surowiec leczniczy określane są mianem Caryophylli flos, a destylowany z nich olejek – Caryophylli aetheroleum. Goździki są używane jako środki wiatropędne w celu zwiększenia wydzielania kwasu solnego przez żołądek i do poprawy perystaltyki przewodu pokarmowego. Goździki są również uważane za naturalne leki przeciwrobacze. Olejek eteryczny stosowany jest w aromaterapii, gdy zachodzi potrzeba stymulacji i zwiększenia ciepłoty, zwłaszcza w przypadku problemów z trawieniem. Eugenol, główny składnik olejku goździkowego, wykazuje również działanie przeciwbakteryjne, przeciwgrzybowe, przeciwzapalne i przeciwbólowe. Zarówno goździki, jak i olejek, stosowane są jako lek pierwszej pomocy w przypadku bólu zęba i przy stanach zapalnych jamy ustnej oraz gardła.
W aromaterapii, poza ryzykiem podrażnienia skóry czy błon śluzowych, olejek goździkowy należy używać ostrożnie ze względu na ryzyko interakcji z lekami, embriotoksyczności oraz wpływu na krzepnięcie krwi. W tym drugim aspekcie największe ryzyko stwarza zastosowanie doustne. W przypadku niektórych osób olejek goździkowy może działać alergizująco.

### Wykorzystanie w kosmetyce
W produktach kosmetycznych wykorzystywany jest zwykle eugenol lub olejek goździkowy. Wchodzą one w skład mydeł i innych detergentów, perfum, past do zębów i płynów do płukania jamy ustnej. W Azji tradycyjnym zastosowaniem goździków jest ich żucie dla odświeżenia oddechu.